# الاپروکلیت
الاپروکلیت نام یک داروی روانگردان است.